# Afroleptomydas rusticanus
Afroleptomydas rusticanus är en tvåvingeart som beskrevs av Hesse 1969. Afroleptomydas rusticanus ingår i släktet Afroleptomydas och familjen Mydidae. Inga underarter finns listade i Catalogue of Life.